# Burmezomus cavernicola
Burmezomus cavernicola är en spindeldjursart som beskrevs av Bastawade 2004. Burmezomus cavernicola ingår i släktet Burmezomus och familjen Hubbardiidae. Inga underarter finns listade.